# Dresdner Stolln
Dresdner Stolln ist ein stillgelegtes Bergwerk im Johanngeorgenstädter Bergbaurevier im sächsischen Erzgebirge.

## Geschichte
Der Dresdner Stolln und die zugehörige Eisensteingrube St. Christoph wurden 1628 aufgenommen, fielen aber aufgrund fehlender Erzanbrüche nach kurzer Zeit wieder ins Freie. Er wurde am 7. Juni 1679 durch den aus Dresden stammenden Abraham Kohl als Großer Christoph mit Dresdner Tiefer Erbstolln gemutet. 1681 wurden dazu eine Fundgrube und sechs oberen Maaßen verliehen und durch eine Gewerkschaft betrieben. Der Stolln wurde oberhalb des Mühlgrabens, der vom Breitenbach abgeleitet wurde und die spätere Zinnermühle, das älteste Gebäude von Johanngeorgenstadt, betrieb, etwa 380 Meter in den Vorderen Fastenberg getrieben. Dabei stieß man jedoch auf keine verwertbaren Erze, so dass der eigenständige Bergwerksbetrieb spätestens 1710 eingestellt wurde. In jenem Jahr übernahm das neuaufgenommene Bergwerk Hanauer Lust das Grubenfeld des Dresdner Stollns.
Der Dresdner Tiefe Erbstolln wurde als Wasserlösungsstolln weiterverwendet, wobei über ein Überhauen eine Verbindung zur Neuen Brüderschaft hergestellt wurde.
Der Stolln wurde Ende der 1940er-Jahre durch die Geologische Abteilung des Objektes 01 der Wismut AG untersucht. Bauwürdige Uranvererzungen wurden nicht festgestellt.
Reste des Stollnmundlochs und das Huthaus des Dresdner Stollns haben sich bis heute an der Einmündung der Jugelstraße in die Karlsbader Straße erhalten.